# 雙態性真菌

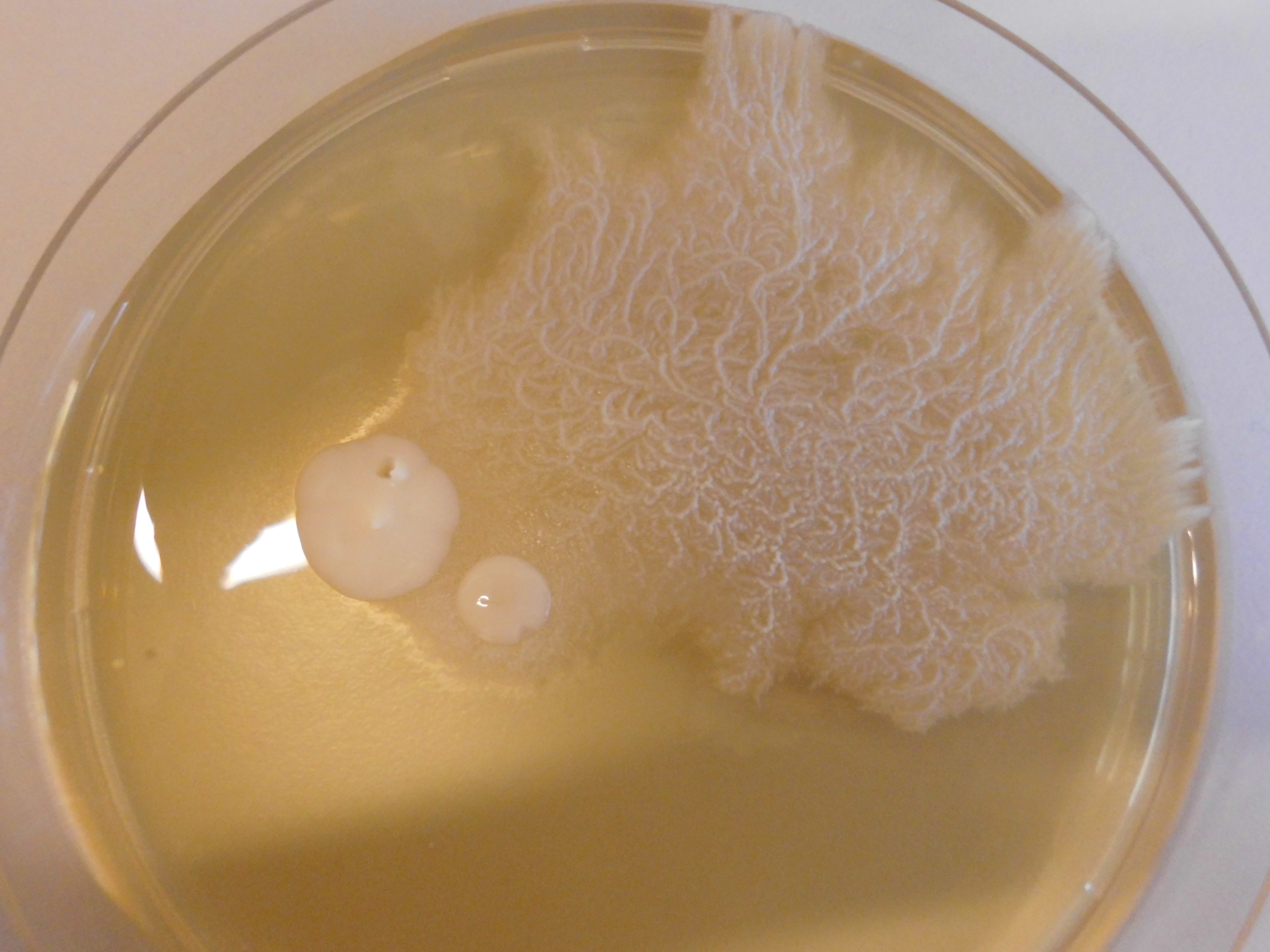
作為酵母細胞和絲狀（菌絲）細胞生長的白色念珠菌（Candida albicans）.

雙態性真菌 (英語：dimorphic fungus) 是在不同环境温度下改变其形态的真菌，绝大多数属于阿耶洛双态菌科。 这些真菌在环境温度下以黴菌/菌絲/的絲狀形态繁殖 ，在人体或高温培养条件下则以孤立的酵母形式芽生繁殖。一個例子就是导致艾滋病患者机会性感染的新埃蒙斯菌属: 在室溫下，它作為一個黴菌生長，在體溫下，它作為一個酵母生長。

## 雙態性真菌的生態學
一些物種是人類和其他動物重要的病原體，包括阿耶洛双态菌科的粗球孢子菌 ，副球孢子菌屬，芽生孢子菌属（Blastomyces dermatitidis），莢膜組織胞漿菌（Histoplasma capsulatum）和新埃蒙斯菌属等。  其它菌种如申克氏孢子絲菌（Sporothrix schenckii），馬爾尼菲青黴菌，曲霉属，隐球菌属以及某些植物病原體玉米黑粉菌（Ustilago maydis) 和芝士制真菌白地黴（Geotrichum candidum）也具有雙態性生命週期。
白念珠菌  虽然是双态性真菌，但他们的转换方式与其它双态菌正好相反，在环境温度下为酵母样，在人体环境下（巨噬细胞）内呈菌丝，这种双态性与其致病毒力有关。
例如，人類病原體馬爾尼菲籃狀菌 (Penicillium marneffei)在室溫下以黴菌的形式生長，在人體溫度下以酵母菌的形式生長。。
| 假菌絲狀型                   | 酵母菌型 |
| 白色念珠菌(Candida albicans) |          |